# Фріц Брекінг
Фріц Брекінг (нім. Fritz Bröking; 11 березня 1877, Гефельсберг — 29 грудня 1961) — німецький інженер, керівний співробітник ОКМ, міністерський диригент (26 вересня 1941). Кавалер Німецького хреста в сріблі.

## Біографія
Здобув вищу інженерну освіту. 12 квітня 1902 року вступив в машинобудівний відділ імператорських військово-морських верфей у Вільгельмсгафені. Спеціалізувався на торпедному і мінному озброєнні. 1 грудня 1913 року очолив відділ військових машин для міноносців та підводних човнів та керував ним протягом усієї Першої світової війни. В 1920 році вийшов у відставку і успішно займався бізнесом, займаючи ряд керівних постів у машинобудівній промисловості. В 1928/30 роках — технічний радник турецького ВМФ, керував модернізацією турецького лінійного крейсера «Явуз». В 1933 році прийнятий на службу в рейхсмаріне як вільнонайманий службовець, а в 1935 році офіційно зарахований на службу, радник з питань машинобудування при ОКМ. 31 жовтня 1939 року призначений начальником Відділу військових машин і електротехніки для підводного флоту Управління машинобудування (K II U) у складі Головного кораблебудівного управління, керував модернізацією та постачанням техніки для німецького підводного флоту. 14 грудня 1944 року вийшов у відставку.

## Нагороди
- Залізний хрест 2-го класу для некомбатантів
- Військовий Хрест Фрідріха-Августа (Ольденбург) 2-го класу
- Почесний хрест ветерана війни
- Медаль «За вислугу років у Вермахті» 4-го, 3-го і 2-го класу (18 років)
- Хрест Воєнних заслуг 2-го і 1-го класу з мечами
- Почесний знак Болгарського Червоного Хреста 1-го ступеня
- Німецький хрест в сріблі (12 січня 1944)